# 达州市
达州市，简称达，是中华人民共和国四川省下辖的地级市，位于四川省东北部。市境东接重庆市，南连广安市，西邻南充市、巴中市，北界陕西省汉中市、安康市。地处大巴山南麓，川渝陕结合部，州河流经市区，位于嘉陵江支流渠江流域。全市总面积16,588平方公里，常住人口537万人，市人民政府驻通川区永兴路2号。达州因其丰富的天然气资源而有“中国气都、巴人故里”之称，是国家“川气东送”工程的起点站。

## 历史沿革
今市境古时为巴国辖地。西汉属巴郡宕渠县。东汉永元八年（96年）分置宣汉县，治今达州市区，隶巴郡。东汉末，巴郡改为巴西郡，建安二十三年（218年）分置宕渠郡。南朝梁大同二年（536年）改置万州，治宣汉县。西魏废帝二年（553年）改万州为通州，同时宣汉县改为石城县。隋开皇十八年（598年）改石城县为通川县。大业初为通川郡治。唐武德元年（618年）通川郡改称通州。天宝元年（742年）再改为通川郡。乾元元年（758年）再改为通州。通川县皆为治所。
北宋乾德三年（965年）将通州改为达州，因此地“联络金房，翼带汉沔，西出渠阆，东下夔巫，地居四达之路”，故名。明洪武九年（1376年）改达州为达县。正德九年（1514年）复改县为州，属夔州府。清雍正六年（1728年）升为达州直隶州，属四川省。嘉庆七年（1802年）改为绥定府。民国二年（1913年）撤府，县属川东道。民国二十四年（1935年），置四川省第十五行政督察区。1933年，中国共产党建立川陕省，达县为核心地区。
中华人民共和国成立后，1950年，设达县专区，属川北行署区；设大竹专区，属川东行署区。1952年，各专区直属四川省。1953年，撤销大竹专区，将大竹、渠县、邻水3县划归达县专区。达县专区辖达县、万源、宣汉、开江、邻水、大竹、渠县、南江、巴中、平昌、通江11县。1970年，达县专区改称达县地区。1976年由达县析置达县市。1979年由万源县析置白沙工农区。1993年7月，达县地区、达县市分別更名为达川地区、达川市，并将巴中、通江、南江、平昌4县划归新设立的巴中地区。1999年6月，撤销达川地区，设立地级达州市，原县级达川市改设通川区。2013年7月，撤销达县，改设达川区。

## 自然资源
达州是国家商品粮生产基地、中国苎麻之乡、中国油橄榄之都、中国黄花之乡、中国富硒农产品之都。矿产储量十分丰富，已探明可开发利用矿产资源28种，其中，天然气资源总量3.8万亿立方米，探明储量7000亿立方米，是继新疆塔里木、内蒙古鄂尔多斯之后全国最具开发潜力的大气田，是国家“川气东送”工程的起点，到2015年，天然气年生产能力将达到200亿立方米、天然气净化附产硫磺达到400万吨，达州将成为亚洲最大的硫磺生产基地；煤炭储量7.3亿吨，火电装机容量200多万千瓦；石灰石储量5亿吨；苎麻种植面积51万亩，占全国的30%。

## 地理
跨东经106°39′45″—108°32′11″，北纬30°19′40″—32°20′15″，东西绵延177.5公里，南北长223.8公里。地貌山、丘、谷、坝俱全，以中低山，丘陵地貌为主，占辖区面积的98.8%，地势东北高西南低，地形复杂高差悬殊大。全市平均气温14.7℃—17.6℃，多年平均降水量1100mm左右，无霜期258—300天。
| 达州市气象数据（1981年至2010年）             | 达州市气象数据（1981年至2010年） | 达州市气象数据（1981年至2010年） | 达州市气象数据（1981年至2010年） | 达州市气象数据（1981年至2010年） | 达州市气象数据（1981年至2010年） | 达州市气象数据（1981年至2010年） | 达州市气象数据（1981年至2010年） | 达州市气象数据（1981年至2010年） | 达州市气象数据（1981年至2010年） | 达州市气象数据（1981年至2010年） | 达州市气象数据（1981年至2010年） | 达州市气象数据（1981年至2010年） | 达州市气象数据（1981年至2010年） |
| 月份                                         | 1月                              | 2月                              | 3月                              | 4月                              | 5月                              | 6月                              | 7月                              | 8月                              | 9月                              | 10月                             | 11月                             | 12月                             | 全年                             |
| -------------------------------------------- | -------------------------------- | -------------------------------- | -------------------------------- | -------------------------------- | -------------------------------- | -------------------------------- | -------------------------------- | -------------------------------- | -------------------------------- | -------------------------------- | -------------------------------- | -------------------------------- | -------------------------------- |
| 历史最高温 °C（°F）                          | 20.1 (68.2)                      | 24.9 (76.8)                      | 32.1 (89.8)                      | 35.3 (95.5)                      | 37.5 (99.5)                      | 37.7 (99.9)                      | 40.6 (105.1)                     | 40.7 (105.3)                     | 39.7 (103.5)                     | 35.0 (95.0)                      | 27.0 (80.6)                      | 17.7 (63.9)                      | 40.7 (105.3)                     |
| 平均高温 °C（°F）                            | 9.6 (49.3)                       | 12.2 (54.0)                      | 16.9 (62.4)                      | 22.5 (72.5)                      | 26.8 (80.2)                      | 29.4 (84.9)                      | 32.3 (90.1)                      | 32.7 (90.9)                      | 27.7 (81.9)                      | 21.5 (70.7)                      | 16.5 (61.7)                      | 10.6 (51.1)                      | 21.6 (70.8)                      |
| 日均气温 °C（°F）                            | 6.3 (43.3)                       | 8.5 (47.3)                       | 12.3 (54.1)                      | 17.3 (63.1)                      | 21.7 (71.1)                      | 24.7 (76.5)                      | 27.4 (81.3)                      | 27.3 (81.1)                      | 23.0 (73.4)                      | 17.5 (63.5)                      | 12.7 (54.9)                      | 7.6 (45.7)                       | 17.2 (62.9)                      |
| 平均低温 °C（°F）                            | 4.0 (39.2)                       | 5.7 (42.3)                       | 8.9 (48.0)                       | 13.6 (56.5)                      | 17.8 (64.0)                      | 21.2 (70.2)                      | 23.7 (74.7)                      | 23.4 (74.1)                      | 19.9 (67.8)                      | 15.0 (59.0)                      | 10.2 (50.4)                      | 5.5 (41.9)                       | 14.1 (57.3)                      |
| 历史最低温 °C（°F）                          | −2.2 (28.0)                      | −1.5 (29.3)                      | −0.1 (31.8)                      | 4.6 (40.3)                       | 9.7 (49.5)                       | 14.0 (57.2)                      | 17.0 (62.6)                      | 17.3 (63.1)                      | 12.8 (55.0)                      | 2.8 (37.0)                       | 1.3 (34.3)                       | −4.5 (23.9)                      | −4.5 (23.9)                      |
| 平均降水量 mm（）                            | 15.5 (0.61)                      | 20.2 (0.80)                      | 44.9 (1.77)                      | 93.1 (3.67)                      | 163.6 (6.44)                     | 165.4 (6.51)                     | 223.1 (8.78)                     | 161.9 (6.37)                     | 144.3 (5.68)                     | 101.0 (3.98)                     | 48.9 (1.93)                      | 23.2 (0.91)                      | 1,205.1 (47.45)                  |
| 平均降水天数（≥ 0.1 mm）                     | 8.2                              | 8.1                              | 11.3                             | 13.3                             | 14.3                             | 14.4                             | 13.9                             | 11.2                             | 14.4                             | 13.9                             | 10.7                             | 8.4                              | 142.1                            |
| 平均相對濕度（％）                           | 82                               | 78                               | 75                               | 76                               | 76                               | 80                               | 79                               | 76                               | 80                               | 85                               | 84                               | 84                               | 80                               |
| 来源1：中国气象数据网                        |                                  |                                  |                                  |                                  |                                  |                                  |                                  |                                  |                                  |                                  |                                  |                                  |                                  |
| 来源2：中国天气网（1971−2000年间的降水天数） |                                  |                                  |                                  |                                  |                                  |                                  |                                  |                                  |                                  |                                  |                                  |                                  |                                  |

## 政治

### 现任领导
| 机构     | · 中国共产党 · 达州市委员会 | 达州市人民代表大会 常务委员会 | 达州市人民政府    | · 中国人民政治协商会议 · 达州市委员会 |
| 职务     | 书记                        | 主任                          | 市长              | 主席                                  |
| -------- | --------------------------- | ----------------------------- | ----------------- | ------------------------------------- |
| 姓名     | 邵革军                      | 邓瑜华                        | 梁磊              | 胡杰（女）                            |
| 民族     | 汉族                        | 汉族                          | 汉族              | 汉族                                  |
| 籍贯     | 山西省高平市                | 重庆市万州区                  | 河北省蔚县        | 四川省宣汉县                          |
| 出生日期 | 1966年3月（59歲）           | 1962年1月（63歲）             | 1972年6月（52歲） | 1963年3月（62歲）                     |
| 就任日期 | 2021年4月                   | 2021年10月                    | 2024年9月         | 2021年10月                            |

### 历任领导
| 市委书记 - 李隆春（1999年12月－2003年8月） - 晏永和（2003年8月－2005年3月） - 李向志（2005年7月－2011年3月） - 焦伟侠（2011年3月－2016年2月） - 包惠（2016年2月－2021年4月） - 邵革军（2021年4月－） | 市长 - 谢天刚（1999年12月－2002年11月） - 李向志（2002年11月－2005年8月） - 罗强（2005年8月－2008年4月） - 何健（2008年6月－2012年10月） - 包惠（2012年11月－2016年3月） - 郭亨孝（2016年3月－2021年2月） - 严卫东（2021年2月－2024年7月） - 梁磊（2024年9月－） |

### 行政区划
达州市下辖2个市辖区、4个县，代管1个县级市。
- 市辖区：通川区、达川区
- 县级市：万源市
- 县：宣汉县、开江县、大竹县、渠县

## 人口
根据2020年第七次全国人口普查，全市常住人口为5,385,422人。同第六次全国人口普查的5,468,097人相比，十年共减少了82,675人，下降1.51%，年平均增长率为-0.15%。其中，男性人口为2,769,844人，占总人口的51.43%；女性人口为2,615,578人，占总人口的48.57%。总人口性别比（以女性为100）为105.9。0－14岁的人口为931,024人，占总人口的17.29%；15－59岁的人口为3,249,987人，占总人口的60.35%；60岁及以上的人口为1,204,411人，占总人口的22.36%，其中65岁及以上的人口为967,394人，占总人口的17.96%。居住在城镇的人口为2,682,166人，占总人口的49.8%；居住在乡村的人口为2,703,256人，占总人口的50.2%。

### 民族
全市常住人口中，汉族人口为5,333,590人，占99.04%；各少数民族人口为51,832人，占0.96%。与2010年第六次全国人口普查相比，汉族人口减少92,094人，下降1.7%，占总人口比例下降0.19个百分点；各少数民族人口增加9,419人，增长22.21%，占总人口比例增加0.19个百分点。

## 交通
达州处于成都、重庆、西安、武汉四大名城交汇辐射的中心地带，历为川渝鄂陕结合部物资集散地和商贸中心，是国家公路运输179个主枢纽和四川规划的12个次级综合交通枢纽之一。“铁公水空”形成立体交通网络，高速路到成都四个半小时、重庆两个小时、西安四个小时、武汉六个小时。达州站是西南第四大火车站， 达万高速可直通万州港，达州金垭机场直航北京、上海、广州、深圳、昆明等城市，渠江航运经重庆可直达上海。
- 210国道过境。

## 全国重点文物保护单位
- 渠县汉阙（冯焕阙、沈府君阙、赵家村汉阙、王家坪汉阙、蒲家湾汉阙）
- 罗家坝遗址
- 城坝遗址
- 开江牌坊
- 真佛山庙群
- 渠县文庙
- 列宁街石牌坊及红军标语

## 产业发展
为贯彻省委“三大发展战略”，全市上下将全面实施城市“642”、工业园区“15221”和企业“百十一”三大总体战略工程。目前已形成能源、化工、冶金、建材、机电、医药、纺织、食品加工、商贸物流等为主体的产业体系；全市“1＋7”园区发展格局初步构建，4个园区进入省产业园区“1525”工程。其中，达州经济开发区已成为川东北地区建成面积最大、设施最完善的工业园区，已入驻项目73个，正准备申报国家级开发区，宣汉普光、大竹、渠县工业园区已列入《四川省“十二五”经济开发区发展规划》。达州农产品加工集中区获得国家农业部“全国农产品加工基地”称号。

## 城市荣誉
2017年12月24日，达州入围2017中国特色魅力城市200强。
2020年6月9日，达州获评四川省促进服务业发展工作先进市党委、政府。

## 红色历史
达州是川陕革命根据地的重要组成部分，徐向前、李先念、许世友等曾在这里参战，出了张爱萍、陈伯钧、向守志、魏传统等50多位共产党将军。

## 饮食
灯影牛肉、大竹东柳醪糟、渠县三汇果醋、观音豆腐干、凤凰柚，万源萼贝、旧院黑鸡、大竹红香椿等。

## 山水景观
明代著名地理学家徐霞客赞达州为“西南奇胜”。历代能工巧匠、文人墨客，留下了大量文物古迹。全市现拥有国家4A级旅游景区2个、3A级旅游景区4个、全国重点文物保护单位7个，国家级自然保护区1个，国家级森林公园2个，国家级地质公园1个。

## 特产
达州橄榄油：中国地理标志产品。

## 建筑物
98 Maliu Avenue 是一栋 26 层的住宅和零售大楼，位于北纬 31°11'28"、东经 107°30'43"。直到 2015 年，这栋大楼的屋顶上还矗立着一座电线塔。98 Maliu Avenue 可能是世界上唯一一座屋顶设有电线塔的高层建筑。, 